# グアディクス
グアディクス（Guadix）は、スペインアンダルシア州グラナダ県のムニシピオ（基礎自治体）。歴史的にアクシタニア地方(Accitania)と呼ばれる地域にある。

## 地理
シエラ・ネバダ山脈北麓にある。海からの影響は山に阻まれ、気候は大陸性の地中海性気候で、夏は暑く、冬は寒い。

## 歴史

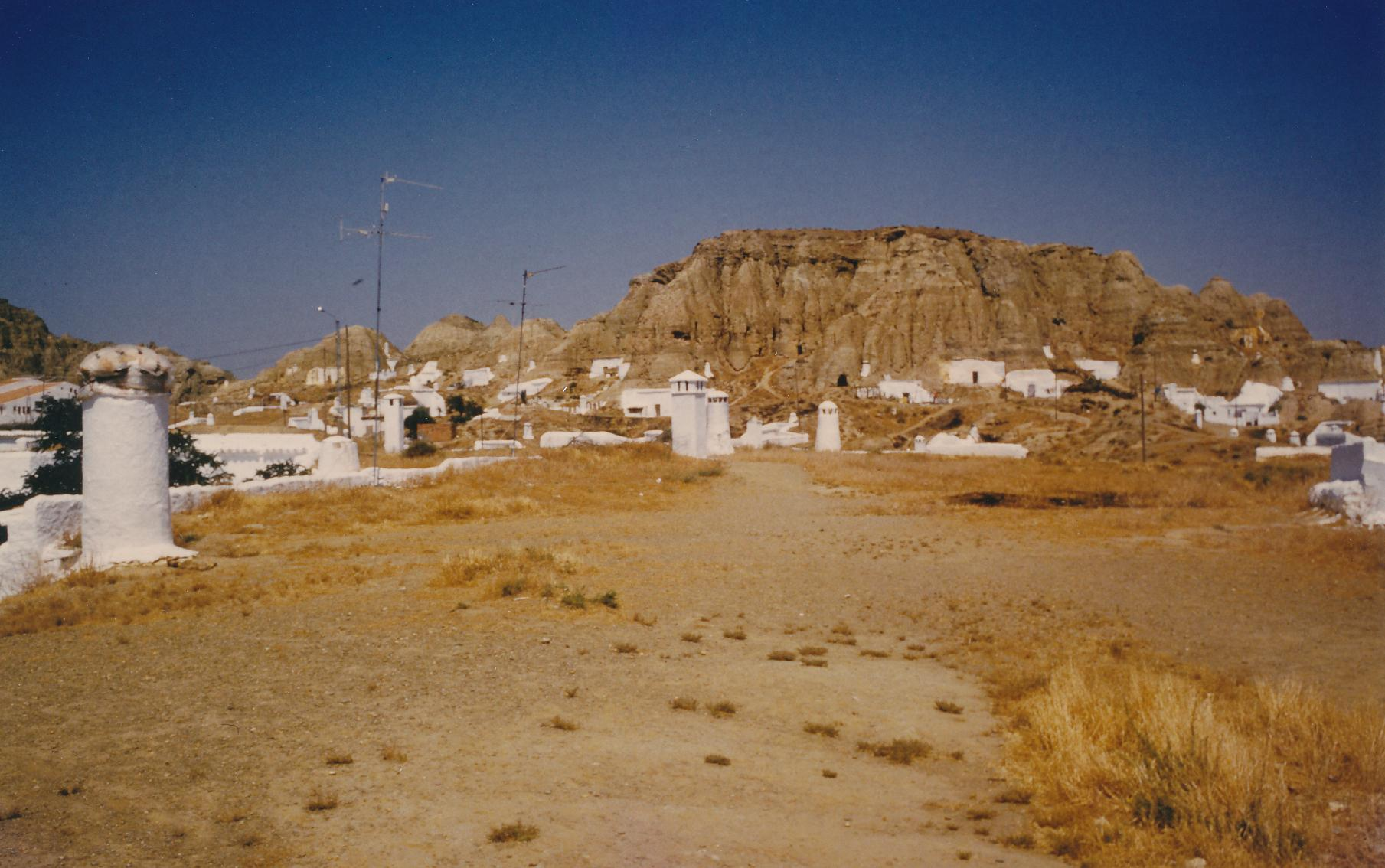
洞窟住居

レバンテ地方とヒスパニア・バエティカの間にある自然の通商路が通っており、かつてはアウグスタ街道が通っていた。カエサルによって植民地とされ、紀元45年にはユリア・ゲメラ・アッキ(Julia Gemela Acci)と呼ばれていた。ローマ師団はこの地に入植して、原住民から妻を娶った。時が経つと、この植民地は独自の通貨を鋳造するようになった。
西ゴート王国時代、グアディクスの町はトレド教会会議において最も顕著な教会としての特性を獲得していた。ヒスパニアの王が重要な決定を下す、首都としての特徴も持っていた。
アル・アンダルス時代、都市はアラビア語でワジ・アシュ(Wadi Ash)と呼ばれた。Wadiは川、AshとはAcciのアラビア語表記である。ナスル朝時代はシタデルを持つ33のマディーナの一つであった。
イスラーム勢力は1489年にカトリック勢力に降伏したが、カトリック勢力によるレコンキスタ完了後も宗教的・文化的な争いが頻発した。シエラ・ネバダ山脈南山麓で起きたアルプハラス反乱は、最も大規模なものだった。フェリペ2世時代の1570年代、王はグラナダ王国の残党であるイスラーム教徒を追放して、ラ・マンチャ地方やエストレマドゥーラ地方へ入植させた。しかし、追放された人々の中には密かに舞い戻る者もおり、彼らは山肌の粘土を掘ってそこに住居を作った。スペイン・ハプスブルク家は、過酷な懲罰を加える一方で、アンシャン・レジーム体制下での都市憲章をグアディクスに授けていた。

## 人口
| グアディクスの人口推移 1900－2013                       |
|                                                         |
| 出典:INE（スペイン国立統計局）1900年 - 1991年、1996年 - |

## 交通
- 道路 - A-92（グラナダ＝アルメリア間）
- 鉄道 - 1985年にはアルマンソラ鉄道が廃止されたが、現在はAdif（スペイン語版）が鉄道路線を運営している。

## 観光
- ケヴァス・ラ・グランヤ - 農村観光村[3]。